# AA Anapolina
Associação Atlética Anapolina sau simplu Anapolina, este o echipă de fotbal din Brazilia, cu sediul în orașul Anápolis, parte din statul Goiás, fondată la 1 ianuarie 1948. Stadionul de acasă este stadionul Jonas Duarte, cu o capacitate de 20.000. Echipa joacă în tricouri roșii, pantaloni scurți și jambierii roșii. Cel mai mare rival al Anapolinei este Anápolis.